# Railtrack

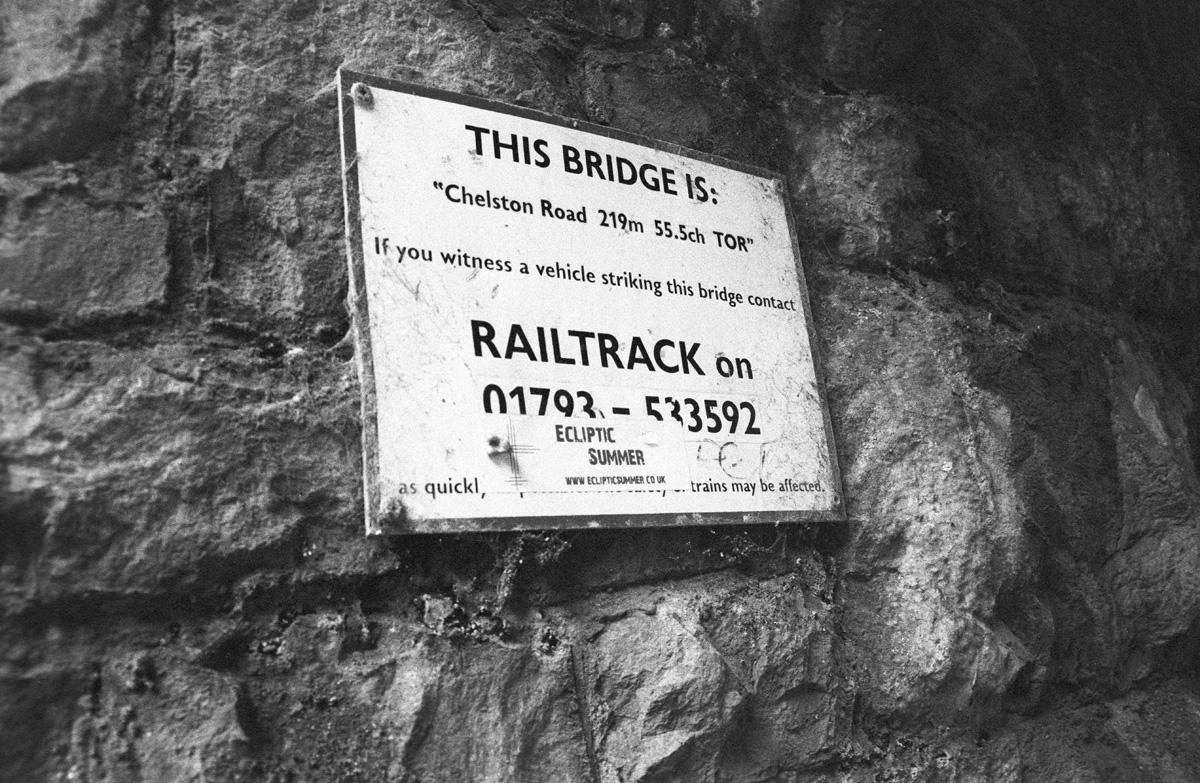
Schild, das den Standort einer von Railtrack instand gehaltenen Brücke angibt

Railtrack war die Bezeichnung einer Gruppe von Unternehmen im Vereinigten Königreich, die von 1994 bis 2002 im Besitz der Gleise, Signale, Tunnels, Brücken, Bahnübergänge und der meisten Bahnhöfe des privatisierten britischen Eisenbahnnetzes war.
Das Unternehmen wurde im Zuge der Privatisierung von British Rail, der staatlichen Eisenbahngesellschaft des Vereinigten Königreichs, gegründet. Railtrack plc wurde zeitweilig im FTSE 100 Index, dem wichtigsten britischen Aktienindex geführt. Bereits am 3. Oktober 2002 wurde jedoch der Hauptunternehmensteil an das Unternehmen Network Rail verkauft, nachdem Railtrack insbesondere durch eine Kostenunterschätzung bei der Modernisierung der West Coast Main Line in erhebliche finanzielle Schwierigkeiten geraten war und drei schwere Zugunglücksfälle (siehe unten) in der britischen Öffentlichkeit erheblichen Zweifel entstehen ließen, dass ein privat geführtes und gewinnorientiertes Unternehmen die gewohnten Sicherheitsstandards im Schienenverkehr aufrechterhalten könne. Network Rail ist ein nicht gewinnorientiertes Unternehmen, für das 116 meist öffentlich-rechtliche Körperschaften bürgen. Die Muttergesellschaft Railtrack Group plc, die in RT Group umbenannt worden ist, wurde letztlich am 22. Juni 2010 aufgelöst.

## Geschichte
Nach dem Grundsatzbeschluss der konservativen Regierung von Premierminister John Major übernahm Railtrack am 1. April 1994 die Kontrolle über die Bahninfrastruktur der sich in Auflösung befindenden Staatsbahn British Rail; ab 1996 wurden die Aktien des Unternehmens an der London Stock Exchange gehandelt. Von Beginn an wurde Railtrack wegen der mangelhaften Qualität der Instandhaltungsarbeiten heftig kritisiert.

### Zugunglücksfälle von Southall, Ladbroke Grove und Hatfield
Die schweren Zugunglücksfälle in Southall am 19. September 1997 (sechs Tote, 150 Verletzte) und Ladbroke Grove am 5. Oktober 1999 (31 Tote, über 500 Verletzte) verstärkten in der Öffentlichkeit den Eindruck, dass das Sicherheitsniveau auf dem britischen Schienennetz seit der Privatisierung stark zurückgegangen sei. Der Unfall in Ladbroke Grove wäre durch das verfügbare, aber aus Kostengründen nicht installierte automatische Zugsicherungssystem GW ATP verhindert worden, das in diesem Fall eine Zwangsbremsung ausgelöst hätte. Nach dem Eisenbahnunfall von Southall 1997 war dies der zweite schwere Eisenbahnunfall, der sich auf der Great Western Main Line ereignete, nur wenige Kilometer östlich der ersten Unfallstelle. Beide Eisenbahnunfälle trugen wesentlich dazu bei, das Vertrauen der Öffentlichkeit in die Privatisierung der Eisenbahn nachhaltig zu erschüttern. Das Zugunglück von Hatfield am 17. Oktober 2000 (vier Tote, 70 Verletzte) erwies sich als Ausgangspunkt für den Zusammenbruch von Railtrack. Unfallursache war Materialermüdung bei einer Schiene. Als Folge dieses Unfalls mussten die Schienen auf dem gesamten Streckennetz auf Bruchstellen hin untersucht und ersetzt werden; außerdem galt auf vielen Strecken während mehrerer Monate eine reduzierte Höchstgeschwindigkeit. Als besonders problematisch erwies sich, dass Railtrack sich entschieden hatte, Fachwissen nicht innerhalb des Unternehmens zu halten, sondern auszulagern und bei Bedarf extern einzukaufen. Railtrack verfügte daher nicht mehr eigenständig über die notwendigen Fachkenntnisse um beurteilen zu können, wie groß das Risiko war, dass sich ein solcher Unfall an anderer Stelle wiederholen könne. Die Kosten für die Reparaturarbeiten beliefen sich auf über 580 Millionen Pfund. Der Aktienkurs des Unternehmens brach daraufhin zusammen und Railtrack wurde nicht länger im FTSE 100 geführt.

### Modernisierung der West Coast Main Line

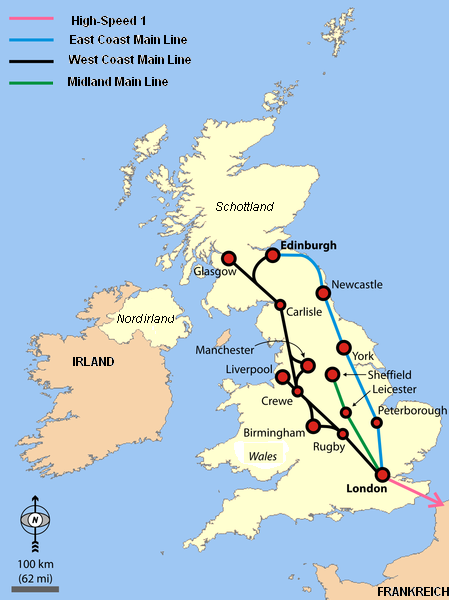
Streckenübersicht der West Coast Main Line

Parallel zu diesem erneuten Zugunglück liefen die Kosten für die Modernisierung der West Coast Main Line aus dem Ruder. Nach der Analyse des Privatisierungskritikers James Meek war für den 1996 erfolgten Börsengang erheblich, dass Railtrack bei Investoren die Überzeugung wecken musste, dass Railtrack anders als British Rail die West Coast Main Line grundlegend überholen könne. Die West Coast Main Line, eine der wichtigsten britischen Schienenverbindungen, gehört weltweit zu den ältesten Bahnstrecken, die Städte miteinander verbinden. Ihr Baubeginn reicht bis in das Jahr 1833 zurück. Die letzte wesentliche Modernisierung dieser Strecken war die Elektrifizierung, die von 1959 bis 1974 durchgeführt worden war. Weitere Modernisierungen waren ausgeblieben, wobei nach Ansicht von Meek dafür vor allem die fehlende Bereitschaft von britischen Regierungen verantwortlich war, British Rail die erforderlichen Gelder zur Verfügung zu stellen. Dringend überholbedürftig waren insbesondere die Stellwerke als wesentliches Element der Sicherung von Zugfahrten. Die überwiegend US-amerikanischen Berater des Börsenganges sprachen die Empfehlung aus, für die Zugsicherung zukünftig auf ein Fahren im wandernden Raumabstand zu setzen. Mit diesem Verfahren, das auch Fahren auf elektronische Sicht oder Moving Block genannt wird, kann die Kapazität einer Strecke maximiert und die technische Ausrüstung minimiert werden, da auf ortsfeste Blöcke und deren Gleisfreimeldeanlagen verzichtet wird. Die Züge ermitteln dann den Standort ihres Zugschlusses selber und senden ihn quasi-kontinuierlich an den folgenden Zug. Dieser berechnet unter Berücksichtigung seines Bremsweges den Punkt, ab dem die Geschwindigkeit herabgesetzt werden muss. Allerdings gab es ein wesentliches Umsetzungsproblem: Fahren im wandernden Raumabstand war im Schienenverkehr weitgehend unerprobt. Meek weist darauf hin, dass selbst im Jahre 2014 solche Systeme nur auf wenige innerstädtische Verkehrssysteme wie beispielsweise die Docklands Light Railway und die Shanghai Metro begrenzt sind. Selbst diese wurden erst zu einem Zeitpunkt installiert, als die Modernisierung der West Coast Main Line längst abgeschlossen sein sollte. Die meisten kontinentaleuropäischen Eisenbahngesellschaften, die nicht in staatlicher Hand waren, waren im Januar 1995 zu dem Schluss gekommen, dass Fahren im wandernden Raumabstand noch nicht weit genug entwickelt sei, um im Zugverkehr eingesetzt werden zu können. Aus Sicht von Meek wurde diese Entscheidung von den überwiegend US-amerikanischen Beratern und Führungskräften von Railtrack nicht wahrgenommen, weil es an Austausch mit diesen Fachleuten fehlte. Die Berater und das Topmanagement von Railtrack gingen überwiegend davon aus, dass kontinentaleuropäische Eisenbahngesellschaften sich ebenfalls mit der Einführung dieser Technik befassten und Railtrack lediglich die erste Eisenbahngesellschaft sein würde, die diese Technik einführen würde. Die Warnung hauseigener Fachleute wurde überhört, wobei unklare Kompetenzen, der Abbau von Mitarbeitern und innerbetriebliche Querelen in Folge der Privatisierung beitrugen. Es gab Warnungen der Berater, dass ein Scheitern dieser Technik die Kosten der Modernisierung deutlich erhöhen, die Erhöhung der Fahrgeschwindigkeit verhindern und nicht zu dem erhofften Kapazitätswachstum führen würde. Diese wurden zumindest von der Öffentlichkeit nicht wahrgenommen. Auch die kritischen Fragen, die im britischen Unterhaus bereits im Februar und März 1995 zu den Plänen von Railtrack gestellt wurden, blieben ohne Auswirkungen.
Die verantwortlichen Berater hatten unterstellt, dass Railtrack ein mit solchen Techniken vertrautes Konsortium damit beauftragen würde, Fahren im wandernden Raumabstand weiterzuentwickeln, die Gelder zur finanziellen Umsetzung zu beschaffen und auch die Projektleitung dafür zu übernehmen. Dies wurde aber vom verantwortlichen Finanzvorstand abgelehnt, der die Renditeversprechen dieses Projektes für zu verlockend hielt und annahm, Railtrack hätte selber ausreichend Fachleute dafür. Er überredete seine Vorstandskollegen dazu, die Projektverantwortung bei Railtrack zu belassen. Es wurden lediglich zwei Konsortien damit beauftragt, die entsprechende Technik zu entwickeln. Dabei nahm man an, dass diese Konsortien zusammenarbeiten und damit die technische Entwicklung der notwendigen Technologien beschleunigt würde. Dies stellte sich als Fehlurteil heraus, die beiden Konsortien begriffen sich als im Wettbewerb zueinander stehend und kooperierten nicht. Parallel dazu gewann im Februar 1997 Richard Bransons Virgin Trains die Ausschreibung, die Strecken auf der West Coast Main Line zu bedienen. Im Oktober 1997 gaben Railtrack und Richard Branson bekannt, wie die zukünftige Entwicklung der West Coast Main Line vonstattengehen sollte. Railtrack würde 1,5 Milliarden Britische Pfund für die Überholung der Gleisanlagen ausgeben und für einen Anteil an den Gewinnen von Virgin Trains für 600 Millionen Britischen Pfund auf der Strecke Fahren im wandernden Raumabstand installieren. Gemeinsam mit weiteren Verbesserungen sollten dadurch Hochgeschwindigkeitsstrecken entstehen, auf denen ab 2002 eine Geschwindigkeit von 125 Meilen pro Stunde (ca. 200 km/h) und ab 2005 140 Meilen pro Stunde (ca. 225 km/h) erreicht werden können. Manchester wäre dann von London aus mit einer Fahrzeit von einer Stunde und 45 Minuten erreichbar gewesen. Railtrack verpflichtete sich parallel zu hohen Strafzahlungen, sollte dieses Ziel bis 2005 nicht erreicht werden.
Dass dieses Ziel nicht erreichbar war, war bereits 1999 erkennbar: In diesem Jahr gab Railtrack bekannt, dass die Kostenschätzung mittlerweile bei 5,8 Milliarden Britischen Pfund läge und hatte sich weitgehend von der Idee verabschiedet, Fahren im wandernden Raumabstand zu installieren. Im Jahre 2001 wurden die Kosten auf 7,5 Milliarden Britische Pfund geschätzt. Die Modernisierung dieser wichtigen britischen Zugverbindung wurde in Teilen erst 2008 fertig gestellt und hatte zu dem Zeitpunkt 9 Milliarden Britische Pfund gekostet, die überwiegend vom britischen Steuerzahler getragen wurden.

### Verschuldung und Zwangsliquidation
Diese und andere Faktoren führten dazu, dass das anfänglich profitable Unternehmen innerhalb kurzer Zeit einen Schuldenberg von 534 Millionen Pfund anhäufte und gezwungen war, bei der britischen Regierung um Subventionen zu bitten. Railtrack sorgte für eine heftige Kontroverse, als sie im Mai 2001 dennoch Dividenden in der Höhe von 137 Millionen Pfund an die Aktionäre auszahlte. Die Labour-Regierung unter Premierminister Tony Blair fühlte sich hintergangen. Verkehrsminister Stephen Byers stellte Railtrack plc am 7. Oktober 2001 nach einem entsprechenden Antrag beim High Court of Justice unter Zwangsliquidation.

### Transfer der Vermögensgegenstände an Network Rail

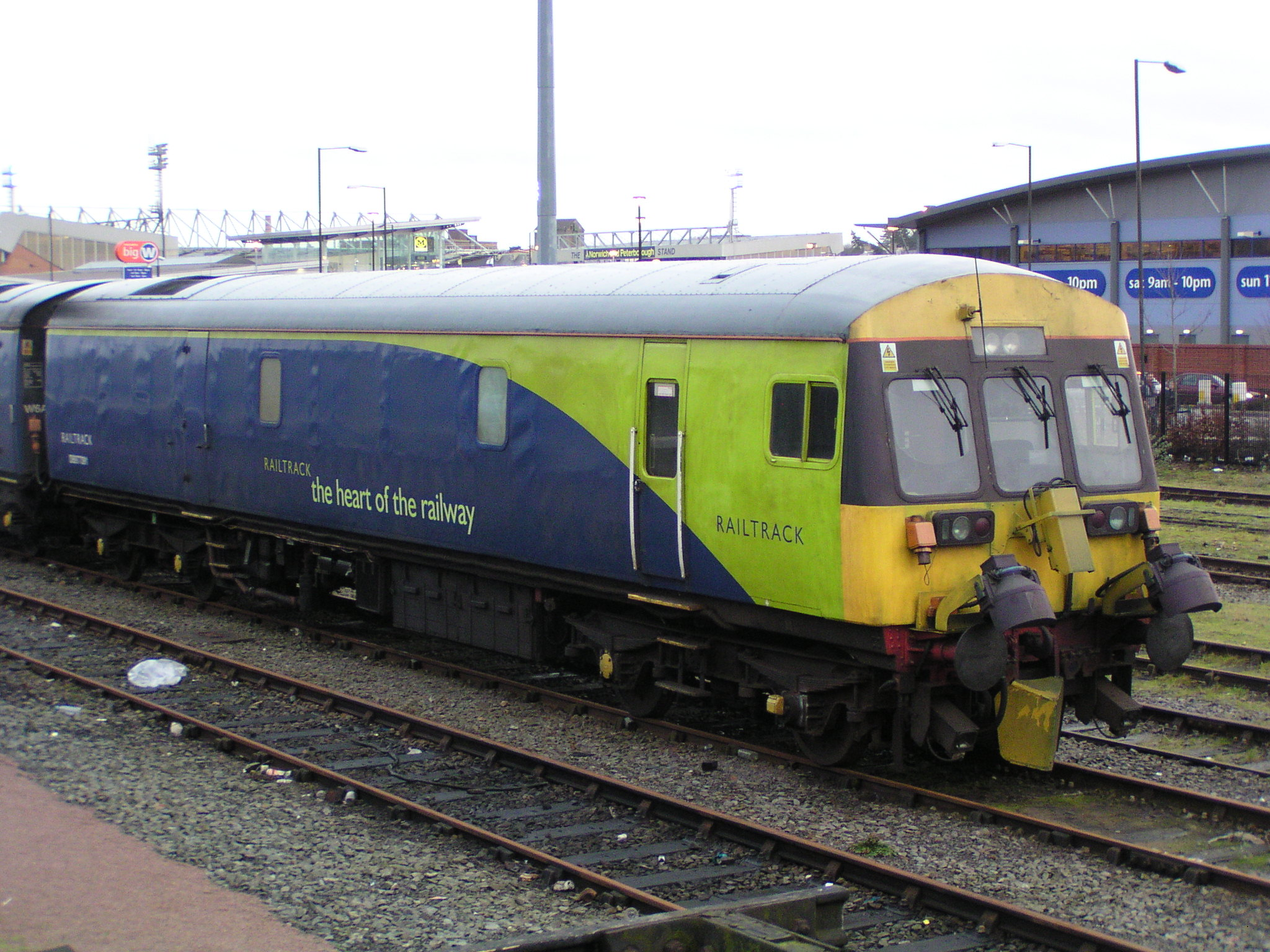
Wartungsfahrzeug von Railtrack

Network Rail wurde mit dem Ziel gegründet, die Vermögensgegenstände von Railtrack plc zu übernehmen. Die britische Regierung schloss zwar Privatunternehmen nicht davon aus, für Railtrack zu bieten. Angesichts der begrenzten Verfügbarkeit genauer finanzieller Kennzahlen des zu übernehmenden Unternehmens, den politischen Implikationen einer solchen Übernahme und dem offensichtlichen Wunsch der britischen Regierung, dass Network Rail Gleise, Bahnstationen, Tunnel, Brücken und Signalanlagen übernehmen sollte, gab es keine privatwirtschaftlichen Bieter. Network Rail erwarb Railtrack plc am 3. Oktober 2002.
Die Übernahme wurde zu diesem Zeitpunkt von den Interessenvertretern der britischen Bahnnutzer begrüßt. Andere Kunden wie Spediteure waren zurückhaltender, weil sie befürchteten, dass mit Network Rail eine Unternehmensstruktur gewählt wurde, bei der Fehlentscheidungen ohne Konsequenzen bleiben würde.

### Auflösung
Railtrack Group plc, die Muttergesellschaft, existierte unter dem Namen RT Group weiter. Am 18. Oktober 2002 beschlossen die Aktionäre die freiwillige Selbstauflösung des Unternehmens. Der Erlös aus dem Verkauf der übrig gebliebenen Geschäftszweige wie Immobilienhandel und Telekommunikation diente dazu, die Aktionäre wenigstens teilweise zu entschädigen. Ebenfalls verkauft wurde die Beteiligung des Unternehmens an der High Speed 1.
Die Aktionäre von Railtrack bildeten zwei Interessengruppen, um vom Unternehmen eine höhere Entschädigung zu fordern. Beide verlangten von der britischen Regierung eine Entschädigung, da sie zum Zeitpunkt der Gründung im Jahr 1994, als John Major noch Premierminister war, getäuscht worden seien. Die größere Gruppe, die Railtrack Action Group zog ihre Klage zurück, als Railtrack plc £2.62 Entschädigung je Aktie anbot. Die kleinere Gruppe, die Railtrack Private Shareholders Action Group, beharrte auf ihren ursprünglichen Forderungen. Der Prozess gegen das Verkehrsministerium im High Court of Justice dauerte vom 27. Juni bis 21. Juli 2005. Das Gericht gab am 14. Oktober bekannt, dass es die Klage abwies. Die Interessengruppe beschloss, dies nicht anzufechten.

## Einzelbelege
1. ↑   Britain Puts Price On Railtrack Shares In: The New York Times, 2. Mai 1996. Abgerufen am 5. Mai 2015
2. ↑  Six dead in Southall Train Disaster BBC News 19. September 1997
3. ↑  Ladbroke Grove Crash BBC News 11 October 1999
4. ↑  Four dead in Hatfield Train Crash BBC News, 17 October 2000
5. ↑  Railtrack shuts down West Coast Main Line BBC News, 25 October 2000
6. ↑  Railtrack shuts down West Coast Main Line BBC News, 25 October 2000
7. ↑  Railtrack drops out of FTSE 100 as shares fall 17% on brokers' note (Seite nicht mehr abrufbar, festgestellt im Mai 2019. Suche in Webarchiven)  Info: Der Link wurde automatisch als defekt markiert. Bitte prüfe den Link gemäß Anleitung und entferne dann diesen Hinweis. Independent, 6 June 2001
8. ↑  Railtrack shares dive to all time low Telegraph, 6 June 2001
9. ↑   Meek: Private Island, Kapitel: Signal Failure; Privatised railways, E-Book-Position 933–953.
10. ↑   Meek: Private Island, Kapitel: Signal Failure; Privatised railways, E-Book-Position 967.
11. ↑   Meek: Private Island, Kapitel: Signal Failure; Privatised railways, E-Book-Position 1036.
12. ↑   Meek: Private Island, Kapitel: Signal Failure; Privatised railways, E-Book-Position 1260.
13. ↑   Meek: Private Island, Kapitel: Signal Failure; Privatised railways, E-Book-Position 1036–1102.
14. ↑   Meek: Private Island, Kapitel: Signal Failure; Privatised railways, E-Book-Position 1109.
15. ↑  Repair costs spiral to £5bn BBC News, 15. Dezember 1999, aufgerufen am 5. Mai 2015
16. ↑   Meek: Private Island, Kapitel: Signal Failure; Privatised railways, E-Book-Position 897.
17. ↑   Meek: Private Island, Kapitel: Signal Failure; Privatised railways, E-Book-Position 878.
18. ↑  Network Rail closer to Railtrack takeover BBC News, 18. September 2002.
19. ↑  Think tank lays into Network Rail structure theguardian.com 16. September 2002.